# Operation: Get Down
Operation: Get Down — второй студийный альбом американского рэпера Craig Mack, выпущенный 24 июня 1997 года на лейбле Street Life/Scotti Brothers Records.
После его ухода с лейбла Bad Boy Records популярность Мака быстро пошла на спад; Operation: Get Down не удалось получить «золотого» статуса от RIAA, а также не удалось создать хитовый сингл. Через несколько лет после релиза Крейг ушел из хип-хоп-индустрии почти на десятилетие, за исключением нескольких гостевых участий и появлений на саундтреках до своей кончины от сердечной недостаточности 12 марта 2018 года.
Operation: Get Down достиг 46 места в чарте Billboard 200 и 17 места в чарте Top R&B/Hip Hop Albums в американском журнале Billboard. Один сингл из альбома, «What I Need», попал в чарты американского журнала Billboard.
Альбом был спродюсирован Eric B., Demarie Sheki, Ty «Sugarless» Fyffe, Johnny «J», Al West и Mark Morales. Eric B. также являлся исполнительным продюсером альбома.

## Приём критиков
| Оценки критиков | Оценки критиков |
| Источник        | Оценка          |
| --------------- | --------------- |
| AllMusic        | [ 1 ]           |

Уэйд Керген из AllMusic прокомментировал поздний релиз альбома: «Три года — это долгое время в мире поп-музыки. Если бы Operation: Get Down вышел раньше, возможно, что песня „Drugs, Guns and Thugs“ могла бы появиться как сингл и Маку никогда бы не пришлось писать „Jockin' My Style“ — песню, нападающую на всех MC, которые взяли себе его стиль во время его долгого отсутствия».

## Список композиций
| #  | Название                | Вокал                     | Продюсер(ы)           | Семпл(ы)                                                       | Время |
| -- | ----------------------- | ------------------------- | --------------------- | -------------------------------------------------------------- | ----- |
| 1  | «Can You Still Love Me» | Natasha Barr              | Eric B.               |                                                                | 4:39  |
| 2  | «What I Need»           | Demarie Sheki, PJ DeMarks | Demarie Sheki         |                                                                | 4:07  |
| 3  | «Jockin' My Style»      |                           | Sugarless             |                                                                | 4:45  |
| 4  | «Rap Hangover»          | La Shawn Monet            | Johnny J              | «Love Hangover» by Diana Ross                                  | 4:00  |
| 5  | «Sit Back & Relax»      | Demarie Sheki, PJ DeMarks | Al West, Mark Morales | «It Never Rains (In Southern California)» by Tony! Toni! Toné! | 5:17  |
| 6  | «Do You See»            | Demarie Sheki, PJ DeMarks | Demarie Sheki         |                                                                | 4:58  |
| 7  | «Put It on You»         |                           | Demarie Sheki         |                                                                | 4:58  |
| 8  | «Rock Da Party»         |                           | Al West, Mark Morales | «Games People Play» by Sweet G                                 | 3:58  |
| 9  | «Today’s Forecast»      |                           | Sugarless             |                                                                | 4:19  |
| 10 | «Style»                 |                           | Al West, Mark Morales | «Spoonin' Rap» by Spoonie Gee                                  | 4:37  |
| 11 | «You!»                  |                           | Johnny J              |                                                                | 4:10  |
| 12 | «Drugs, Guns and Thugs» |                           | Demarie Sheki         |                                                                | 5:19  |
| 13 | «Prime Time Live»       |                           | Al West, Mark Morales | «Heart of Stone» by Silver Convention                          | 1:44  |

## Участники записи
Участники записи для альбома Operation: Get Down взяты из AllMusic.
- Крейг Мак — аранжировщик, композитор, автор текста
- Вачик Аганианц — инженер, сведение
- Демари Амин Шеки — сведение, продюсер, вокал (бэк)
- Наташа Барр — вокал (бэк)
- Атоас Браун — клавишные
- Джеймс Картер — продюсер
- Джеммин Джеймс Картер — продюсер
- Шервин Чарльз — композитор
- Эрик Б. — исполнительный продюсер, продюсер
- Джеффри Фриман — композитор
- Тайрон Файфф — композитор, сведение, продюсер
- Дж. Джексон — композитор
- Джонни Джексон — композитор
- Джонни Джи — аранжировщик, сведение, продюсер
- Ронни Кинг — клавишные
- Крис Мак — аранжировщик
- Мэрилин Маклеод — композитор
- Марк Моралес — сведение, продюсер
- Джефф Мозес — помощник инженера, инженер по сведению
- Тони Папа — инженер, сведение
- Тимоти Кристиан Райли — композитор
- Рикки Роуз — бас, гитара
- Рафаэль Саадик — композитор
- Аль Вест — сведение, продюсер
- Ричи Уайз — инженер-сведение
- Эдди Шрейер — мастеринг
- Джин Гримальди — мастеринг
- Даг Хэверти — арт-директор
- Брайан Джонсон — дизайн, обложка
- Джонни Буззерио — фотография
- Риса Керр — персональный стилист
- Дженнифер Рэйд — стилист (фото 2, 3, 6, 11 и 12)
- Дженнифер Дэвис — личный уход

## Чарты

### Еженедельные чарты
| Чарт (1997)                            | Высшая позиция |
| -------------------------------------- | -------------- |
| США (Billboard 200)                    | 46             |
| США (Billboard Top R&B/Hip-Hop Albums) | 17             |

### Синглы
| 1997 | «What I Need» |  | 55 | 16 | — |